# Reanimationsregister
Das Deutschen Reanimationsregister (GRR) ist eine Online-Datenbank zur einheitlichen Erfassung von präklinischen Reanimationsdaten, innerklinischen Notfalldaten und Weiterversorgungsdaten von Patienten mit Herz-Kreislauf-Stillstand in Deutschland, Österreich, Schweiz und Luxemburg. Ergänzt werden diese Bereiche durch Zusatzmodule, wie z. B. dem Datensatz zur Erfassung von Telefonreanimationen. Die Datenbank schafft somit die Grundlage für ein Qualitätsmanagementsystem, sowohl für außerklinische Reanimationen als auch für die innerklinische Notfallversorgung, und zielt darauf ab, die gesamte Rettungskette zur Versorgung von Reanimationen abzubilden.

## Hintergrund
In Deutschland erlitten im Jahr 2023 etwa 107.000 Menschen einen Herz-Kreislauf-Stillstand. Bei rund 55.000 Patienten wurden nach einem plötzlichen Herztod Reanimationsversuche durch den Rettungsdienst unternommen. Insofern stellt die Reanimationsbehandlung eine besondere Herausforderung für den organisierten Rettungsdienst dar. Trotz anhaltender Bemühungen auf allen Ebenen der Versorgung ist die Erfolgsrate nach Reanimation bis heute unzureichend. Das Deutsche Reanimationsregister soll als Werkzeug des Qualitätsmanagements Ärzten und Rettungsdiensten die notwendigen Informationen liefern, um ihre CPR-Erfolgsraten zu steigern.
Der Start des GRR der Deutschen Gesellschaft für Anästhesiologie und Intensivmedizin (DGAI) erfolgte zum Deutschen Anästhesiekongress im Mai 2007 in Hamburg. Ende des Jahres 2024 waren in der Online-Datenbank über 520.000 Datensätze gespeichert, auf denen Qualitätsmanagement, Benchmarking sowie wissenschaftliche Publikationen aufbauen können. Die Daten repräsentieren eine versorgte Bevölkerung von etwa 39 Millionen Einwohnern in Deutschland.

## Datenerfassung
Die Datenerhebung erfolgt anonymisiert, so dass eine Zuordnung und Auswertung auf einzelne prä- und innerklinische Registerteilnehmer nicht möglich ist. Das Reanimationsregister verfügt über ein Datenschutzkonzept und unterliegt der DSGVO.
Nach Vorgaben des Utstein-Style-Protokolls wurde zunächst der Reanimationsdatensatz „Erstversorgung“ entwickelt und später um die Datensätze „Weiterversorgung“ und „Langzeitverlauf“ ergänzt. Das Krankenhausmodul klinische Weiterversorgung erfasst die Befunde, diagnostischen und therapeutischen Maßnahmen der ersten 24 Stunden der innerklinischen Behandlung wie z. B. EKG, Röntgen, Ultraschalluntersuchung, Labor, Bronchoskopie und thrombolytische Therapie, PTCA, Bypassoperation oder therapeutische Hypothermiebehandlung, sowie weitere Daten der Krankenhausbehandlung bis zur Entlassung oder zum Tod des Patienten. Das Modul zum Langzeitverlauf nach Reanimation erfasst die Dauer des Überlebens und die Qualität des Überlebens zu den Zeitpunkten Krankenhausentlassung, 30 Tage und 12 Monate nach der Reanimationsbehandlung.
Weitere Module zu speziellen Fragestellungen oder Patientengruppen während der Reanimation, wie z. B. die Module Telefonreanimation, pädiatrische Weiterversorgung oder Temperaturmanagement, wurden zusammen mit Teilnehmern, anderen Fachgesellschaften und weiteren Experten entwickelt.
Auf Basis dieser Datensätze ist eine zentrale webbasierte Datenbank unter Schirmherrschaft der DGAI erstellt worden. Die Daten können nach entsprechender Anmeldung via Internet direkt in diese Datenbank eingegeben werden. Eine Rückkopplung ist genauso implementiert wie ein regelmäßiges Berichtswesen. Darüber hinaus sind unterschiedliche Erfassungssysteme entwickelt worden, welche die vielfältigen Dokumentationsmöglichkeiten im Notarztdienst und der Klinik berücksichtigen. Einerseits gibt es die Offline-Protokollierung, bei welcher die Daten anhand von Papierprotokollen erfasst und anschließend über die Web-Oberfläche eingetragen werden. Des Weiteren verfügen einige Softwarehersteller elektronischer Dokumentationssysteme über zertifizierte Schnittstellen, so dass die Daten z. B. vom elektronischen Notarztprotokoll direkt in die Online-Datenbank des Reanimationsregisters importiert werden können. Die Einspeisung der erfassten Daten erfolgt also entweder direkt über das Internet oder aber durch Übermittlung der zuvor lokal gespeicherten Daten über eine Schnittstelle zum Datenimport.

## Benchmarking, Auswertungen und Analysen
Mit Hilfe von Kerndaten kann eine Vergleichbarkeit zwischen den einzelnen Teilnehmern, aber auch über Landesgrenzen hinweg hergestellt werden. Fehlen diese Kerndaten, sind sowohl die Auswertung als auch der Vergleich schwierig. Als Kerndatensatz werden hierbei u. a. die vermutete Ursache und der Ort des Ereignisses sowie der erste abgeleitete EKG-Rhythmus und der eventuelle Erfolg der Maßnahmen herangezogen.
Die Dokumentation umfasst festgelegte Zeitpunkte, die Rückschlüsse auf die Effizienz des Gesamtsystems ermöglichen. Dabei werden unter anderem der Zeitpunkt des Kollapses, des Notrufeingangs bei der Rettungsleitstelle, das Eintreffen des ersten Rettungsmittels, der Beginn der Wiederbelebungsmaßnahmen (CPR), die erste Defibrillation, die Intubation sowie einsatztaktische Daten wie der Beginn des Transports und das Eintreffen in der Klinik erfasst. Die Auswertung dieser Daten erlaubt es, die Empfehlungen und Leitlinien des International Liaison Committee on Resuscitation (ILCOR) sowie der daran angelehnten Organisationen, wie der American Heart Association (AHA) und dem European Resuscitation Council (ERC), auf ihre Anwendbarkeit zu prüfen und die Auswirkungen verschiedener Reanimationsstrategien miteinander zu vergleichen.
Das Deutsche Reanimationsregister stellt allen Teilnehmer online umfangreiche Auswertungsmöglichkeiten ihrer Daten zur Verfügung. Der Vergleich mit der Grundgesamtheit und den besten Teilnehmern (anonymisiert) bietet die Möglichkeit, die eigene Leistungsfähigkeit zu analysieren sowie Stärken und Schwächen zu erkennen (Benchmarking). Darüber hinaus werden Monatsberichte (präklinische Teilnehmende), Quartalsberichte (innerklinische Teilnehmende) und Jahresberichte für die teilnehmenden Zentren erstellt, welche im Sinne eines umfassenden Qualitätsberichtes die Online-Auswertungen ergänzen. Über diese Auswertemöglichkeiten hinaus besteht die Option, auf regionaler oder überregionaler Ebene Teilnehmer zu Clustern zusammenzufassen und clusterspezifische Auswertungen durchzuführen. Dieses bietet sich vor allem für die Zusammenfassung von Bundesländern oder Ländern an. Zusätzlich werden die anonymisierten Daten in Form öffentlicher Jahresberichte auf der Webseite des Registers sowie in der Fachzeitschrift Anästhesiologie & Intensivmedizin veröffentlicht.

## Organisation und Finanzierung
Das Deutsche Reanimationsregister steht unter der Schirmherrschaft des Bundesministeriums für Gesundheit. Auf nationaler Ebene wird es von der Bundesvereinigung der Arbeitsgemeinschaften der Notärzte Deutschlands (BAND), von Länderarbeitsgemeinschaften der Notärzte sowie vom Deutschen Rat für Wiederbelebung (German Resuscitation Council) empfohlen. Innerhalb der bundesweiten Kampagne "Ein Leben retten – 100pro Reanimation" gewährleistet das Deutsche Reanimationsregister die wissenschaftliche Begleitung. Es vertritt Deutschland im Europäischen Reanimationsregister (EuReCa: European Registry of Cardiac arrest), welches vom European Resuscitation Council (ERC) betrieben wird.
Das Koordinationsbüro befindet sich am Institut für Rettungs- und Notfallmedizin des Universitätsklinikums Schleswig-Holsteins, Campus Kiel. Das Projekt wird durch die Jahresgebühr der teilnehmenden Standorte und die DGAI finanziert. Für die erfassenden Ärzte sind keine Entschädigungen vorgesehen. Dies wird mit der Notwendigkeit eines Qualitätsmanagements nach Sozialgesetzbuch begründet, woraus sich eine Verpflichtung zur Qualitätserfassung bei der Versorgung von Patienten ergibt.